# Phalacrus fimetarius
Phalacrus fimetarius là một loài bọ cánh cứng trong họ Phalacridae. Loài này được Fabricius miêu tả khoa học năm 1775.